# NGC 4956
NGC 4956 este o galaxie lenticulară situată în constelația Câinii de Vânătoare. A fost descoperită în 1 mai 1785 de către William Herschel. Se află la o distanță de 71,41 de megaparseci de Pământ.